# 楊怤
楊怤（怤音fu）（?—?），唐朝末年庐州合肥县人，五代十国吴王杨行密的父亲。

## 簡介
楊怤一生務農，为儿子起名杨行愍。杨行愍投奔淮南节度使高骈时，高骈賜名為杨行密。行密发迹时，楊怤已经去世。史书没有记载杨行密是否请求朝廷为楊怤追赠官爵。
919年，杨行密的儿子杨隆演自称国王，追尊父亲为太祖，927年，杨溥称皇帝，追尊行密为武皇帝，但没有追尊祖父楊怤。不过吴国为楊怤避讳，大夫改称大宪或大卿。

## 后裔
- 杨行密
  - 杨渥
  - 杨隆演
    - 杨玢

  - 杨濛
  - 杨溥
    - 杨琏
    - 杨璘
    - 杨璆
    - 上饶公主

  - 杨浔
  - 杨澈
    - 杨珙（不详其父）
    - 杨璪（不详其父）